# Paul François Grossetti
Paul François Grossetti (Parigi, 10 settembre 1861 – Parigi, 7 gennaio 1918) è stato un generale francese.

## Biografia
Nato a Parigi, Paul François Grossetti è figlio di un corso nativo del villaggio di Grosseto-Prugna nel sud della Corsica, capitano del 44º reggimento di fanteria (assegnato alla caserma "Principe Eugenio" di Parigi) e di Anna Félicité Colonna. Aveva sposato Marianne Constance Castagneto. Dopo l'École spéciale militaire de Saint-Cyr, dove si è classificato terzo su 357, seguì anche la scuola superiore di guerra dal 21 aprile 1890 al 1º novembre 1893.
Dal 1881 al 1885 Grossetti è in Algeria francese dove prende parte alla repressione dei movimenti insurrezionali. Partecipò poi alla spedizione di Tonchino che portò alla creazione della Cocincina francese.
Nel 1914, all'inizio della Prima Guerra mondiale, Grossetti, ha raggiunto il grado di generale e, al comando della 42ª divisione di fanteria (Francia), prende parte alla maggior parte delle battaglie della "guerra di movimento" e della "Corsa al mare". Nella battaglia dell'Yser nel ottobre 1914, rafforza il lato destro dell'esercito belga, contribuendo così a fermare i tedeschi.

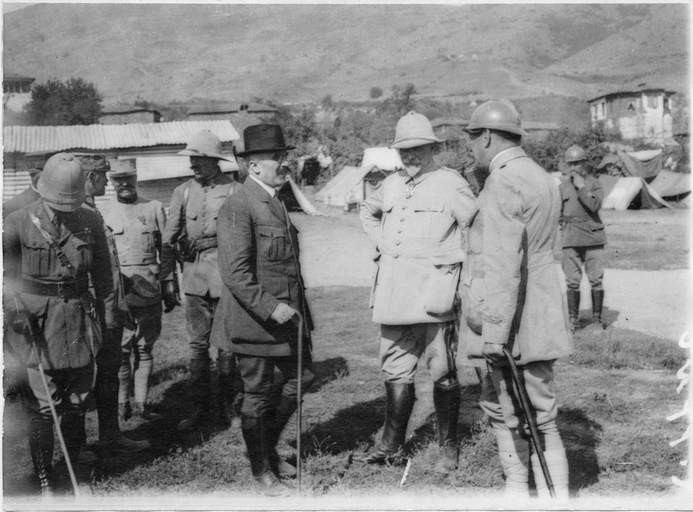
Nel 1917 sul fronte Serbo con Justin Godart e il generale Venel

Dopo la sua partecipazione alle battaglie di Champagne e Verdun, fu chiamato a partecipare alla direzione generale delle truppe all'interno dello Stato maggiore e poi nel 1917 al comando dell'esercito francese impegnato nella Campagna dei Balcani (1914-1918) (Armée française d'Orient). Decorato con la Croce di Gran Ufficiale della Légion d'honneur. Dopo aver contratto la dissenteria sul fronte morì a Parigi meno di un anno prima dell'armistizio il 7 gennaio 1918
Grossetti è sepolto con i funerali di stato al cimitero di Père-Lachaise a Parigi.

## Curiosità
Paul François Grossetti è lo zio di Eugène Deloncle, cofondatore della Cagoule. Deloncle era figlio Anna Ange Marie Grossetti, sorella di Grossetti e del comandante della nave "Bourgogne" Antoine Charles Louis Deloncle, il quale il 4 luglio 1898 preferì affondare con la propria nave piuttosto che abbandonarla.

## Campagne coloniali
- Africa dal 26 ottobre 1881 al 4 novembre 1881;
- Algeria aggregato alle colonne militari dispiegate contro il movimento insurrezionale (stato di guerra), dal 5 novembre 1881 al 14 giugno 1882;
- Africa dal 15 giugno 1882 al 15 ottobre 1882;
- Algeria aggregato alle colonne militari dispiegate contro il movimento insurrezionale (stato di guerra), dal 16 ottobre 1882 al 31 dicembre 1882;
- Africa dal 1 gennaio 1883 al 12 marzo 1883;
- Africa dal 3 agosto 1883 al 18 gennaio 1885;
- Corpo di spedizione del Tonkino (stato di guerra), dal 16 febbraio 1885 al 2 febbraio 1886;
- Corpo di spedizione in Cambogia (stato di guerra), dal 3 febbraio 1886 al 30 maggio 1886;
- Corpo di spedizione del Tonkino (stato di guerra), dal 31 maggio 1886 al 25 luglio 1887;
- Africa dal 26 luglio 1887 al 29 ottobre 1890;

## Riconoscimenti

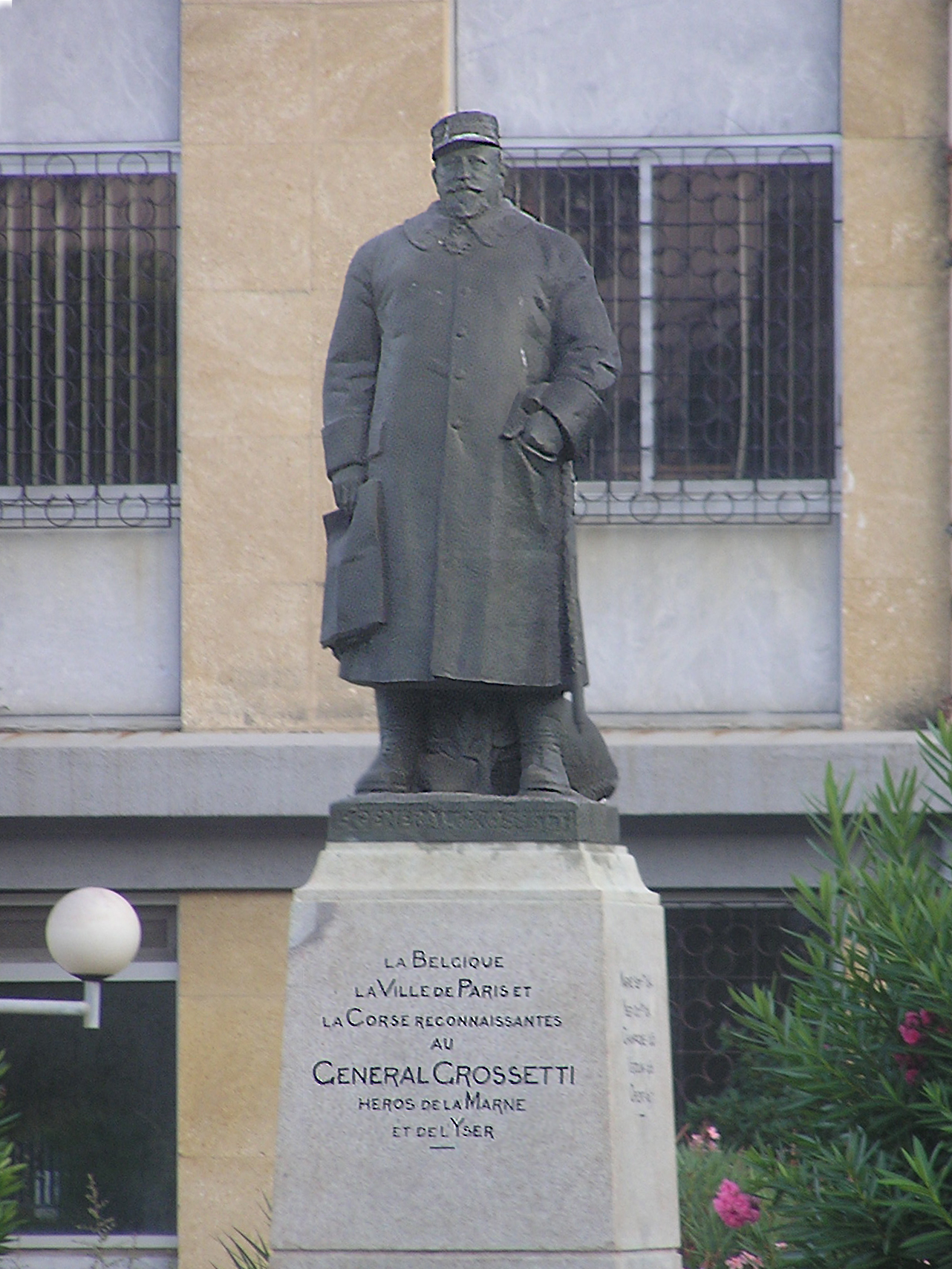
Il monumento a Grossetti ad Ajaccio

Monumento dedicato a Grossetti ad Ajaccio. La statua fu dono del re Alberto I del Belgio, in memoria della Battaglia dell'Yser.